# Sender Hulsberg
Der Sender Hulsberg ist eine Sendeanlage in der Provinz Limburg in den Niederlanden. Zwar ist der Sender nach der nahegelegenen Ortschaft Hulsberg benannt, er befindet sich aber in der Ortslage Emmaberg, die sich auf dem Gebiet der Gemeinde Valkenburg aan de Geul befindet. Als Antennenträger dient ein 100,9 Meter hoher abgespannter Stahlfachwerkmast, der 1950 errichtet wurde. Zur Ausstrahlung der Mittelwellensender diente eine am Sendemast angebrachte Langdrahtantenne.
Der Sender dient zur Versorgung Zuid-Limburgs mit Rundfunkprogrammen.

## Frequenzen und Programme

### Analoger Hörfunk (UKW)
| Frequenz (MHz) | Programm    | RDS PS   | RDS PI | Regionalisierung | ERP (kW) | Antennendiagramm rund (ND)/gerichtet (D) | Polarisation horizontal (H)/vertikal (V) |
| -------------- | ----------- | -------- | ------ | ---------------- | -------- | ---------------------------------------- | ---------------------------------------- |
| 92,1           | 100% NL     | 100%_NL_ | 83D3   | –                | 10       | ND                                       | V                                        |
| 93,4           | NPO Radio 2 | RADIO_2_ | 8202   | –                | 13       | D (290–340°, 160–180°)                   | V                                        |
| 95,3           | L1 Radio    | L1_Radio | 851D   | –                | 10       | ND                                       | V                                        |
| 98,7           | NPO Radio 4 | RADIO4NL | 8204   | –                | 10       | ND                                       | V                                        |
| 103,9          | NPO 3FM     | __3FM___ | 8203   | –                | 10       | ND                                       | V                                        |
| 105,3          | NPO Radio 1 | RADIO_1_ | 8201   | –                | 10       | ND                                       | V                                        |

### Analoger Hörfunk (MW)
Anfang 2014 kündigte NPO, die öffentlich-rechtliche Sendeanstalt der Niederlande an, die Mittelwellenausstrahlung von Radio 5 am 1. September 2015 zu beenden. Zuletzt nutzen etwa ein Viertel der etwa 250.000 Hörer von Radio 5 die Mittelwelle als Empfangsweg. 
Die an diesem Standort erfolgende Mittelwellenausstrahlung des ansonsten landesweit über UKW empfangbaren Programms 538 ließ sich darauf zurückführen, das der Sender in der Provinz Limburg über keine flächendeckende UKW-Versorgung verfügt und dem Werbekunden so ein landesweites Programm suggeriert werden sollte. Die Ausstrahlung von Radio 538 wurde zum 26. Oktober 2016 eingestellt. Noch bis zum 15. November 2016 lief eine Hinweisschleife, welche auf die alternativen Empfangswege DAB+, Kabel und Internet hinwies.
| Frequenz (kHz) | Programm    | ERP [kW] | Sendediagramm rund (ND)/gerichtet (D) | Polarisation horizontal (H)/vertikal (V) |
| -------------- | ----------- | -------- | ------------------------------------- | ---------------------------------------- |
| 891            | Radio 538   | 22       | ND                                    | V                                        |
| 1251           | NPO Radio 5 | 5        | ND                                    | V                                        |

### Analoges Fernsehen (PAL)
Vor der Umstellung auf DVB-T diente der Sendestandort weiterhin für analoges Fernsehen:
| Kanal | Frequenz (MHz) | Programm | ERP (kW) | Sendediagramm rund (ND)/ gerichtet (D) | Polarisation horizontal (H)/ vertikal (V) |
| ----- | -------------- | -------- | -------- | -------------------------------------- | ----------------------------------------- |
| 57    | 759,25         | NPO 1    | 0,1      | D                                      | H                                         |
| 60    | 783,25         | NPO 2    | 0,1      | D                                      | H                                         |
| 43    | 647,25         | NPO 3    | 0,1      | D                                      | H                                         |